# Soerendonk
Soerendonk est un village situé dans la commune néerlandaise de Cranendonck, dans la province du Brabant-Septentrional. Le 1er janvier 2007, le village comptait 1 734 habitants.